# Rigaudon

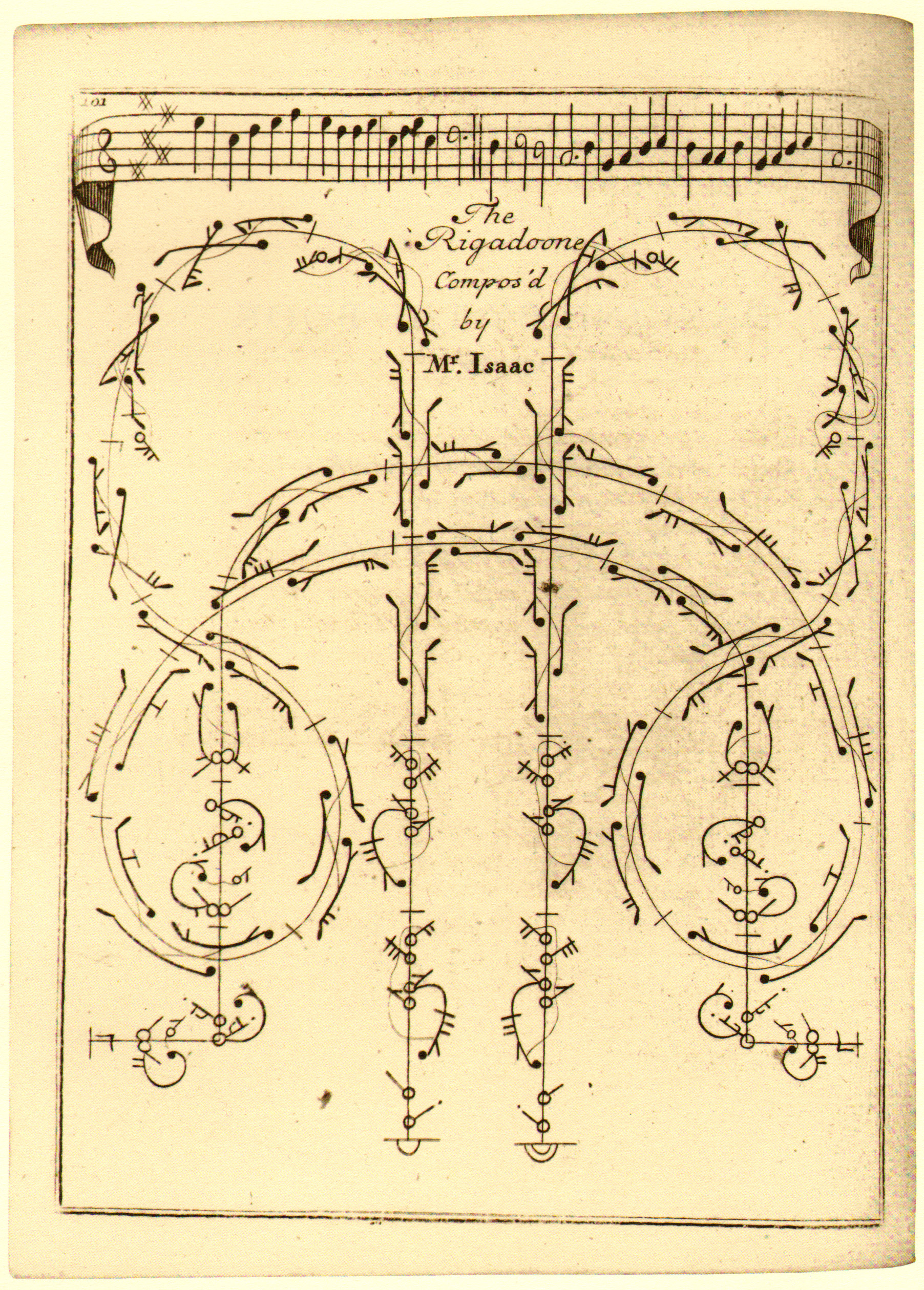
Feuillet által lekottázott rigaudon dallam és a tánc lépései, London, 1721. körül

A rigaudon francia eredetű néptánc és zenei mű is egyúttal, a barokk szvitek egyik tétele.
Először Provence-ban bukkant fel a 17.–18. században. Énekelve vagy hangszeres kísérettel lejtették. Vidám hangulatú, 4/4-es ütemű zenére járták egy vagy két negyed felütéssel. A régebbi olasz és francia operákban a rigaudon mint karzene nagy szerepet játszott a balettekben és a franciák még arioso-formában is használták.
A műzenében a szvitek stilizált tánctételeként fordul elő, egyik zenei példa a rigaudon-ra Rameau e-moll csembaló szvitje.